# War Dogs
War Dogs is een Amerikaanse misdaadkomedie uit 2016 die geregisseerd werd door Todd Phillips. De film is gebaseerd op het levensverhaal van David Packouz en Efraim Diveroli, twee twintigers die een illegale wapenhandel opzetten om een overheidscontract ter waarde van 300 miljoen dollar in de wacht te slepen. De hoofdrollen worden vertolkt door Miles Teller en Jonah Hill.

## Verhaal
David Packouz woont samen met zijn vriendin Iz in Miami, waar hij geld verdient met het masseren van rijke mensen. Omdat hij een extra inkomen wil, besluit hij luxueuze lakens van Egyptisch katoen te verkopen aan rusthuizen, maar zijn kleine onderneming is geen succes. Bovendien krijgt hij ook te horen dat zijn vriendin zwanger is.
Tijdens een begrafenis loopt David zijn jeugdvriend Efraim Diveroli tegen het lijf. Efraim verdient dankzij de Irakoorlog veel geld met het verkopen van wapens aan de Amerikaanse overheid. Omdat David in geldnood verkeert, biedt Efraim hem een functie aan in zijn wapenbedrijf AEY. Hoewel David net als Iz tegen de Irakoorlog is, gaat hij op het aanbod in. Hij maakt zijn vriendin vervolgens wijs dat hij katoenen lakens aan de overheid verkoopt.
Efraim leert David de kneepjes van het vak. Hij toont hem de website waarop de Amerikaanse overheid haar bestellingen plaatst. Het is de bedoeling dat hij uit de lange lijst de kleinste bestellingen haalt, want dat zijn de contracten die de grote wapenproducenten links laten liggen. Deze kleine contracten zijn echter nog steeds miljoenen dollars waard en dus erg winstgevend voor een klein wapenbedrijf als AEY. Hun bedrijf wordt mee gefinancierd door de stille vennoot Ralph Slutzky, een joodse ondernemer die denkt dat AEY in wapens handelt om Israël te beschermen.
David en Efraim bemachtigen al snel een prestigieus wapencontract dat hen ertoe verplicht om duizend Beretta-pistolen te leveren aan de Amerikaanse troepen in Bagdad. De twee komen echter in de problemen wanneer blijkt dat Italië de wapens niet wil verzenden naar Irak. Terwijl David en Efraim een oplossing proberen te bedenken, ontdekt Iz dat David in wapens handelt en dus tegen haar gelogen heeft. 
Efraim laat de wapens naar Jordanië verzenden en besluit om ze zelf naar Irak te brengen. Met de hulp van een lokale chauffeur proberen David en Efraim een vrachtwagen vol Beretta-pistolen over de grens met Irak te smokkelen. Het drietal rijdt de hele nacht door. Wanneer ze 's ochtends proberen te tanken, worden ze achternagezeten door een groep rebellen. Desondanks slagen ze erin om de wapens op tijd in Bagdad te krijgen. Kapitein Santos van het Amerikaans leger is onder de indruk, waarna de twee steeds grotere wapencontracten weten te bemachtigen.
De twee wapenhandelaars verdienen zoveel geld dat ze een groter kantoor kunnen kopen en extra werknemers in dienst kunnen nemen. Ondertussen gaan David en Iz met hun pasgeboren dochtertje in een nieuw, luxueus appartement wonen. Wat later krijgt AEY de kans om een wapencontract ter waarde van 300 miljoen dollar in de wacht te slepen. De Amerikaanse overheid wil het Afghaanse leger bevoorraden en is op zoek naar een wapenleverancier die onder meer 100 miljoen kogels voor een AK-47 kan leveren. Tijdens een wapenconventie in Las Vegas ontdekken David en Efraim dat deze zogenaamde "Afghaanse Deal" wat betreft logistiek te hoog gegrepen is voor hun bedrijf. Bovendien is er wereldwijd een tekort aan ammunitie voor de AK-47.
In een casino in Las Vegas loopt David de beruchte wapenhandelaar Henry Girard tegen het lijf. De man legt uit dat hij in zijn eentje alles kan leveren voor de "Afghaanse Deal". Hij weet namelijk dat er in Albanië nog miljoenen kogels voor de AK-47 liggen die dateren uit het tijdperk van het bondgenootschap met communistisch China. Omdat Albanië zich moet schikken naar de NAVO-akkoorden moet het land haar reusachtig wapendepot van de hand doen. Henry zelf mag niet meer handelen met de Amerikaanse overheid omdat hij op een zwarte lijst van terroristen staat en daarom wil hij AEY als intermediair inschakelen. David heeft twijfels omwille van Henry's reputatie, maar Efraim is meteen enthousiast.
Met de hulp van Girard en heel wat schriftvervalsing weet AEY het lucratieve wapencontract in de wacht te slepen, maar Efraim wordt razend wanneer hij ontdekt dat ze 50 miljoen dollar meer hadden kunnen vragen aan de overheid. Iz komt vervolgens te weten dat David nog meer zaken over zijn gevaarlijke baan als wapenhandelaar voor haar verbogen hield. Ze verlaat hem en neemt hun dochtertje mee. David zelf reist naar Albanië om de Afghaanse Deal in goede banen te leiden. Daar ontdekt hij dat Henry hen bedrogen heeft, aangezien de miljoenen kogels Chinees zijn. Dat is problematisch omdat de Verenigde Staten een embargo hebben met China. Op aanraden van Efraim besluiten ze de kogels uit de Chinese kisten te halen en in lichtere dozen te steken. Hierdoor kan niemand zien dat de kogels van China afkomstig zijn en weegt de totale lading minder, wat extra winstgevend is.
Wanneer Efraim ontdekt dat Henry hen te veel aanrekent, probeert hij Henry buitenspel te zetten. Maar Henry laat zich niet afbluffen en om te tonen tot wat hij in staat is, kidnapt hij David in Albanië. Ook Davids Albanese chauffeur verdwijnt spoorloos. David is de situatie beu en reist terug naar Miami. Hij wil opnieuw samenwonen met Iz en hun dochtertje en is daarom bereid om de volledige waarheid te vertellen en uit AEY te stappen, maar dat is niet naar de zin van Efraim. Wanneer David op zoek gaat naar het contract waarin beschreven staat hoe groot zijn aandeel in het bedrijf is, ontdekt hij dat Efraim het contract vernietigd heeft.
Stille vennoot Ralph Slutzky probeert te bemiddelen en brengt David en Efraim samen. Efraim biedt David een opstapvergoeding van 200.000 dollar aan, maar David vindt dat maar niks en dreigt om de boekhoudkundige fraude van hun bedrijf naar buiten te brengen. David heeft kopieën van de documenten die ze vervalst hebben om het contract van de Afghaanse Deal te bemachtigen. Wat David en Efraim niet weten, is dat Ralph Slutzky even voordien gearresteerd werd door de FBI en nu heel hun gesprek met een verborgen microfoontje aan het opnemen is. Wat later worden ook David en Efraim door de FBI gearresteerd. Efraim wordt veroordeeld tot een gevangenisstraf van vier jaar, David krijgt slechts zeven maanden huisarrest omdat hij besluit mee te werken met het onderzoek.
Nadien gaat David terug aan de slag als masseur. Henry Girard neemt contact met hem op en bedankt hem omdat hij zijn naam niet heeft laten vallen tijdens zijn bekentenis aan de FBI. David vraagt vervolgens aan Henry wat er met zijn Albanese chauffeur gebeurd is. Henry wil niet op de vraag antwoorden. Terwijl hij voorstelt om het onderwerp niet meer ter sprake te brengen, biedt hij David een koffer met geld aan.

## Rolverdeling
| Acteur             | Personage                 |
| ------------------ | ------------------------- |
| Miles Teller       | David Packouz             |
| Jonah Hill         | Efraim Diveroli           |
| Ana de Armas       | Iz                        |
| Bradley Cooper     | Henry Girard              |
| Kevin Pollak       | Ralph Slutzky             |
| Patrick St. Esprit | Kapitein Phillip Santos   |
| Shaun Toub         | Marlboro                  |
| J.B. Blanc         | Bashkim                   |
| Gabriel Spahiu     | Enver                     |
| Barry Livingston   | Bureaucraat van het leger |
| Eddie Jemison      | Manager van het rusthuis  |
| David Packouz      | Zanger in het rusthuis    |

## Prijzen en nominaties
| Jaar | Prijs         | Categorie                      | Genomineerde(n) | Resultaat   |
| ---- | ------------- | ------------------------------ | --------------- | ----------- |
| 2017 | Golden Globes | Beste acteur (komedie/musical) | Jonah Hill      | Genomineerd |

## Productie
Het scenario, dat geschreven werd door Stephen Chin, Jason Smilovic en Todd Phillips, werd gebaseerd op het Rolling Stone-artikel Arms and the Dudes van journalist Guy Lawson. Chin had eerder al geprobeerd om een GQ-artikel, over twee jonge ondernemers die met valse identificatie Irak waren binnendrongen in de hoop rijk te worden met oliecontracten, te verfilmen. Om zo snel mogelijk de rechten op hun levensverhaal te bemachtigen reisde Chin in 2004 met de hulp van een smokkelaar door de zogenaamde "Triangle of Death" (Driehoek des Doods) van Jordanië naar Irak. Hij bemachtigde de filmrechten op hun verhaal, dat nadien de basis zou vormen voor het scenario I Rock Iraq. Todd Phillips was onder de indruk van dat script en huurde Chin vervolgens in om het scenario voor Arms and the Dudes, over twee andere jonge oplichters, te schrijven. In dat project, dat later zou omgedoopt worden tot War Dogs, verwerkte Chin zijn eigen gevaarlijke reis van Jordanië naar Irak.
Aanvankelijk zouden de hoofdrollen vertolkt worden door Jesse Eisenberg en Shia LeBeouf, maar zij werden uiteindelijk vervangen door Jonah Hill en Miles Teller. Begin 2015 werden ook Ana de Armas en J.B. Blanc aan de cast toegevoegd. David Packouz kreeg een cameo als zanger in een rusthuis.
Hoewel een deel van de film zich in Albanië afspeelt, werd er nooit in Albanië gefilmd. De Albanese scènes werden in Roemenië opgenomen. Een Albanees personage in de film spreekt bovendien Roemeens.

## Trivia
- De film bevat verschillende verwijzingen naar de gangsterfilm Scarface (1983). Het personage Efraim Diveroli heeft een reusachtige poster van de film in zijn kantoor hangen en draagt op een gegeven moment net als Tony Montana een wit maatpak met een zwart hemd. Efraim bezit ook een gouden granaat met daarop de Scarface-spreuk "The World Is Yours". De poster van War Dogs is bovendien een parodie op de poster van Scarface.